# 西迪海塔卜
35°55′N 0°31′E / 35.917°N 0.517°E
西迪海塔卜（阿拉伯语：‎），是阿爾及利亞的城鎮，位於該國西北部埃利贊省，由馬特馬爾區負責管轄，面積182平方公里，海拔高度40米，2008年人口14,074人，人口密度每平方公里77人。